# 船形漁港
船形漁港（ふなかたぎょこう）は、千葉県館山市の館山湾に面する第3種漁港である。南房総国定公園の区域内に位置し、内房地域漁業の生産拠点漁港に位置付けられている。東京湾の入口に位置している。

## 概要
- 管理者 - 千葉県農林水産部水産局
- 所管庁 - 水産庁
- 漁業協同組合 - 館山船形漁業協同組合
- 漁港番号 - 1930080[4]

## 沿革
- 1951年（昭和26年）7月10日 - 第3種漁港に指定（農林省告示第255号[5]）
- 1970年（昭和45年）5月6日 - 海岸保全区域指定（千葉県告示第284号）
- 2002年（平成14年）1月29日 - 区域変更（千葉県告示第56号）

## 主な魚種
水揚げされる代表的な魚介類一覧。
- アジ類
- イワシ
- スルメイカ
- ハマグリ類
- アサリ類
- アワビ
- サザエ

## ふれあい市場
漁業協同組合直営の「ふれあい市場」が港内にあり、船形漁港に水揚げされた魚介類が直送される。地魚などの販売や食堂の営業が行われている。

## 交通
- 鉄道
  - JR東日本内房線 那古船形駅より徒歩約5分。
- 自動車
  - 富津館山道路 富浦インターチェンジより約10分。